# Rondo (literatura)
Rondo – układ stroficzny, który narodził się w średniowiecznej poezji francuskiej. Posiada od 8 do 15 wersów, dwa rymy i refren, powtarzający pierwsze słowa utworu dwu- lub trzykrotnie na końcu każdej zwrotki, lecz nierymujący się z resztą wersów. Najczęściej stosowano ronda 13- i 15-wersowe, których wersy rozciągały się na 8 lub 10 sylab.
W średniowiecznej liryce francuskiej ronda pisali François Villon i Karol Orleański. W poezji polskiej po ten typ strofy sięgał Zenon Przesmycki. Ronda pisał również Antoni Lange.
Ze wszystkich rzeczy, które są w naturze,
Śmierć mię dziś jedna swym urokiem nęci:
Bo ma uśmiechów najpiękniejsze róże,
Szelest najcichszy w swoich skrzydeł piórze —
Jak kołysanka wiecznej niepamięci.

Śmierć jest to podróż nad wszystkie podróże,
Co nam ukwieci byt i rozdyamenci,
Gdzie życia czarne toczą się kałuże
Ze wszystkich rzeczy.

Z chaosu życia rwiemy się ku górze,
Lecz duch się wiecznie na nizinach smęci —
I błądzim, niby na krzyżach rozpięci!
O śmierci, gdy się w łonie twem zanurzę,
Ty ład mi wlejesz w przeźroczyste kruże
Ze wszystkich rzeczy.
W Czechach ronda pisali Jaroslav Vrchlický, Jiří Mahen i Vitězslav Nezval.